# Hannoversche Actien-Brauerei

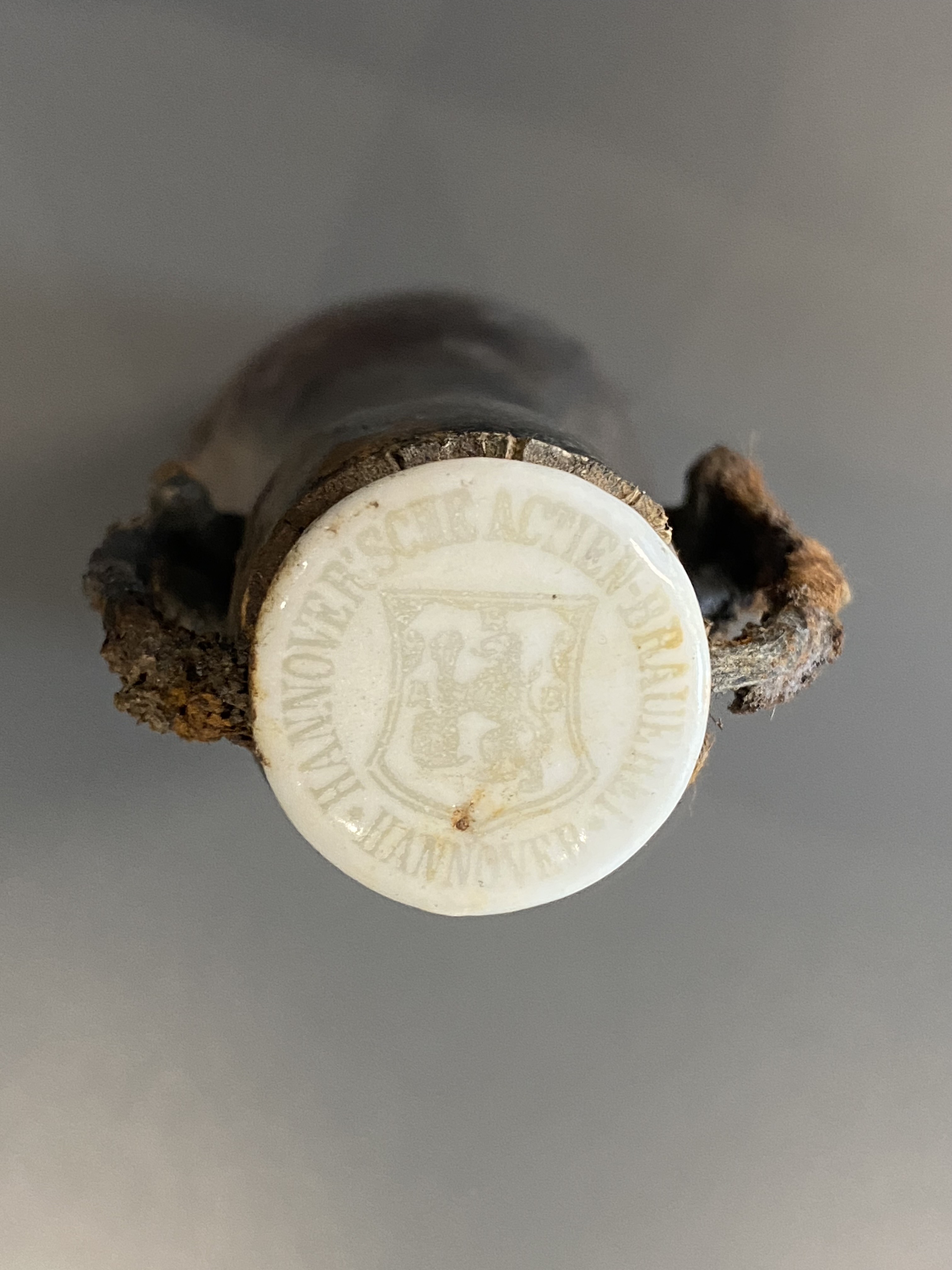
Wappen der Hannoverschen Actien-Brauerei auf einer Versclussappe

Die Hannoversche Actien-Brauerei war eine im 19. Jahrhundert gegründete Bierbrauerei in Hannover.

## Geschichte
Die Hannoversche Actien-Brauerei wurde 1871 als Aktiengesellschaft gegründet. Nachdem Friedrich Grünewald 1899 bei der Uelzener Bierbrauerei-Gesellschaft tätig geworden war, an der sein Vater, Louis Ernst Grünewald, zugleich Aufsichtsrat bei der Vereinsbrauerei Herrenhausen, beteiligt war, wechselte Friedrich Grünewald zur Hannoverschen Actien-Brauerei. Ab dem 1. August 1903 gehörte Friedrich Grünewald deren Vorstand an.
1906 fusionierte die Hannoversche Actien-Brauerei in die Vereinsbrauerei Herrenhausen, in der Folge wurde die Hannoversche Actien-Brauerei stillgelegt. Das Jahr 1906 markiert daher ein bedeutendes Datum in der Firmengeschichte der heutigen Privatbrauerei Herrenhausen.